# Невероятные приключения Марека Пегуса (телесериал)
Невероятные приключения Марека Пегуса (пол. Niewiarygodne przygody Marka Piegusa; Польша, 1967) — детский комедийно-приключенческий сериал, снятый по одноимённой повести Эдмунда Низюрского.

## Сюжет
Главный герой сериала — Марек Пегус, тринадцатилетний школьник, ученик шестого класса одной из школ Варшавы. Его преследует вечное невезение...
Приключения Марека начинаются с того, что он пытается сделать домашнее задание, однако непрекращающийся поток посетителей квартиры, где в двух комнатах, кроме Марека, теснятся его родители, две сестры, двоюродный брат, а еще жилец пан Фанфара, не дают ему этого сделать...
Затем Марек, будучи дежурным, пытается украсить класс к приходу классной руководительницы пани Окулусовой...
Потом еще хуже — Марек сбегает с урока и случайно меняется в парке ранцами с одним мальчиком. И тем самым впутывается в весьма опасную криминальную аферу. Теперь его ищут вор Венчислав Неприметный, а затем и главарь бандитской шайки Альберт Фляш. До этого шайкой Фляша был схвачен Чесек Пайкерт, товарищ Марека. Мальчик обращается за помощью к частному детективу Ипполлиту Квассу, который, вместе с отрядом харцеров, помогает ему выйти из трудного положения...

## Список серий
1. Приключение первое, или Страшные и невероятные события, из-за которых я не приготовил уроков
(Przygoda pierwsza, czyli niesamowite i niewiarygodne okoliczności, które sprawiły, że nie odrobiłem lekcji)
2. Приключение второе, или Ужасные и невероятные злоключения, которые постигли меня в школе
(Przygoda druga, czyli niesamowite i niewiarygodne udręki, które nawiedziły mnie w klasie)
3. Приключение третье, или Невероятное нагромождение событий вокруг операции «Бутылка», или Первая встреча с похитителем школьных ранцев
(Przygoda trzecia, czyli nieprawdopodobne spiętrzenie wypadków, wokół akcji "Flaszka", czyli pierwsze spotkanie ze złodziejem tornistrów)
4. Приключение четвертое, или  Невероятные последствия обыкновенного прогула, или Повторная встреча с похитителем школьных ранцев
(Przygoda czwarta, czyli nieprawdopodobne skutki wagarów pospolitych, czyli powtórne spotkanie ze złodziejem tornistrów)
5. Приключение пятое, или Таинственное исчезновение Чесека Пайкерта
(Przygoda piąta, czyli tajemnicze zniknięcie Cześka Pajkerta)
6. Приключение шестое, или Операция «Львиная пасть», в ходе которой преследование Венчислава Неприметного приводит не в место заключения Чесека Пайкерта, а в...
 (Przygoda szósta, czyli akcja "Lwia paszcza" prowadzi śladami Nieszczególnego nie do kryjówki Cześka Pajkerta lecz do...)
7. Приключение седьмое, или Загадочное письмо детектива Ипполлита Квасса, или Обнаружение главного укрытия Альберта Фляша
(Przygoda siódma, czyli tajemniczy list detektywa Hippolita Kwassa, czyli wykrycie centralnej meliny Alberta Flasza)
8. Приключение восьмое, или ?...
(Przygoda ósma, czyli?...)
9. Приключение девятое, или Невероятное развитие операции, приведшее к… неожиданному финалу
(Przygoda dziewiąta, czyli nieprawdopodobny rozwój akcji doprowadzony do... niespodziewanego finału)

## В ролях
в каждой серии
- Гжегож Роман — Марек Пегус

в отдельных сериях
- Бронислав Павлик — редактор, друг Марека
- Людвик Бенуа — Анатоль Фанфара, жилец в квартире Пегусов
- Ядвига Хойнацкая — тетя Дора, сестра матери Марека
- Роман Клосовский — удильщик, коллега пана Пегуса, отца Марека
- Януш Клосиньский — Венчислав Неприметный, преступник
- Станислав Мильский — директор школы, где учится Марек
- Кшиштоф Литвин — Хризостом Хилый, член банды Альберта Фляша
- Мечислав Чехович — Теофиль Боцман, член банды Альберта Фляша
- Александер Дзвонковский — доктор Богумил Кадрылл, член банды Альберта Фляша
- Лех Ордон — Альберт Фляш, главарь банды
- Влодзимеж Скочиляс — Косой, член банды Альберта Фляша
- Зыгмунт Зинтель — Ипполлит Квасс, частный детектив
- Войцех Семион — Яшчолт, капитан милиции
- Эдвард Вихура — пан Пегус, отец Марека
- Барбара Краффтувна — пани Пегусова, мать Марека
- Альбин Оссовский — Чесек Пайкерт, друг Марека
- Ханка Белицкая — пани Пайкертова, мать Чесека
- Станислав Лапиньский — «Пифагор», учитель математики в школе, где учится Марек
- Уршуля Моджиньска — Окулюсова, учительница в школе, где учится Марек
- Збигнев Яблонский — Цезарь Цедур, коллега Анатоля Фанфары
- Хенрик Дудзинский — Турпис, член банды Альберта Фляша
- Людвик Касендра — Оремус, милиционер
- Ян Коциняк — Стонога, сержант милиции
- Александер Фогель — сержант милиции
- Станислав Яворский — директор зоопарка